# Toxorhynchites rajah
Toxorhynchites rajah är en tvåvingeart som beskrevs av Tsukamoto 1989. Toxorhynchites rajah ingår i släktet Toxorhynchites och familjen stickmyggor. Inga underarter finns listade i Catalogue of Life.